# Sofia Tiuttjeva
Sofia Ivanovna Tiuttjeva, född 1870, död 1957, var en rysk hovfunktionär. Hon var guvernant till Nikolaj II:s döttrar.
Hon var dotter till adelsmannen Ivan Tiuttjev (1846-1909) och Olga Nikolaevna Tyutcheva (1840-1920). Hon föddes i Smolensk, där hennes far tjänstgjorde i brottmåls- och civilrättskammaren, och sedan som biträdande åklagare i Smolensk distriktsdomstol. 
Hon var hovfröken till tsaritsan Alexandra mellan 1896 och 1907. Hon var sedan guvernant till tsarens döttrar mellan 1907 och 1912. Hon avskedades, enligt uppgift på grund av sin kritiska attityd till Rasputin. 
Efter avskedet från hovet återvände hon till sin familjs herrgård i byn Muranovo. Hon gifte sig aldrig, men var omtyckt för sitt engagemang i välgörenhet och kyrka. Efter ryska revolutionen blev hennes familjs herrgård konfiskerad av staten. Hennes bror lyckades dock utverka att herrgården blev ett så kallat palatsmuseum, där syskonen sedan anställdes som föreståndare. Hon fungerade också som städerska i den lokala kyrkan.